# Бакула (Мазовецьке воєводство)
Бакула (пол. Bakuła) — село в Польщі, у гміні Бараново Остроленцького повіту Мазовецького воєводства.
Населення — 137 осіб (2011).
У 1975—1998 роках село належало до Остроленцького воєводства.

## Демографія
Демографічна структура станом на 31 березня 2011 року:
|          | Загалом | Допрацездатний вік | Працездатний вік | Постпрацездатний вік |
| -------- | ------- | ------------------ | ---------------- | -------------------- |
| Чоловіки | 67      | 7                  | 42               | 18                   |
| Жінки    | 70      | 12                 | 34               | 24                   |
| Разом    | 137     | 19                 | 76               | 42                   |